# Rock algérien
 (juillet 2008).
Si vous disposez d'ouvrages ou d'articles de référence ou si vous connaissez des sites web de qualité traitant du thème abordé ici, merci de compléter l'article en donnant les références utiles à sa vérifiabilité et en les liant à la section « Notes et références ».
Le rock algérien est tout d'abord un rock progressif et planant. Créé vers la fin des années 1960 et début 70 par divers groupes comme T34, Abranis, Les Berbères (el houria) d´el eulma ou encore D'zaïr, ce rock, chanté en arabe dialectal d'Algérie mais aussi en kabyle et en Chaoui, prend ses origines à la fois dans le patrimoine algérien, de manière générale (chaâbi...), et dans les différents groupes de rock anglo-saxons tels que : Pink Floyd, Rolling Stones, Dire Straits, Guns N' Roses, Metallica ou encore Nirvana.

## Origine et évolution musicale

### Années 1970
C'est sous l'influence des Rolling Stones, des Pink Floyd ou encore de Jimi Hendrix et de la vague hippie qui toucha le milieu universitaire partout en Algérie, que le rock naît en Algérie à la fin des années 1970. Un groupe engendre un vif succès auprès des jeunes, il s'agit de T34, appelé ainsi car ces derniers répétaient dans la chambre 34 du bâtiment T d'une des cités universitaires d'Alger (à Ben Aknoun). Il y a aussi des groupes et non des moindres qui marquèrent leur passage avec Brio tel que Khinjar, Timlilit et Afous pour le chant kabyle et surtout le groupe METRO de la place du 1er mai à Alger. Ce groupe apporta une toute nouvelle touche avec des créations inédites et un style nouveau et inégalé pour cette époque de la fin des années 1970.

### Années 1980
Au début des années 1980, les Abranis qui chantent alors en kabyle et dont le succès s'étend jusqu'en Europe, notamment en France. Des groupes de hard rock comme Khindjar commencent à apparaître, différents musiciens de ces groupes deviendront célèbres en Europe, notamment, en France via l'Orchestre national de Barbès, en Allemagne, puis internationalement, comme Karim Ziad dans des orchestres de jazz aux rythmes et sonorités gnaoua.

### Années 1990
En 1998, Cheikh Sidi Bémol enregistre son premier album dont le style inclassable sera estampillé "gourbi-rock" par le journaliste algérien Aziz Smati. La scène rock révéla encore d'autres artistes comme Moh KG-2, ou Jimmy Oihid qui ajouta à sa musique des traits de blues et de reggae.
C'est dans les universités algériennes que continuaient à se révéler de nouveaux groupes de rock, et au milieu des années 1990, un rock plus dur commençait à apparaitre en Algérie : le Thrash Metal, avec pour figure de proue le groupe Neanderthalia.

### Années 2000
Au début des années 2000, avec le retour à la mode de la musique gnawa, le rock-gnawi apparait, un nouveau style mêlant guitare électrique, guitare basse et Kerkabou.
En 2004 le rock algérien commence à trouver sa place, on retrouve de nombreuses nouvelles formations comme El Ghachi, Djezma, Good Noise, SiRock'o, Rahdj, GiN's, etc.

### Années 2010
Des groupes comme Zedma, constitué à Bouira

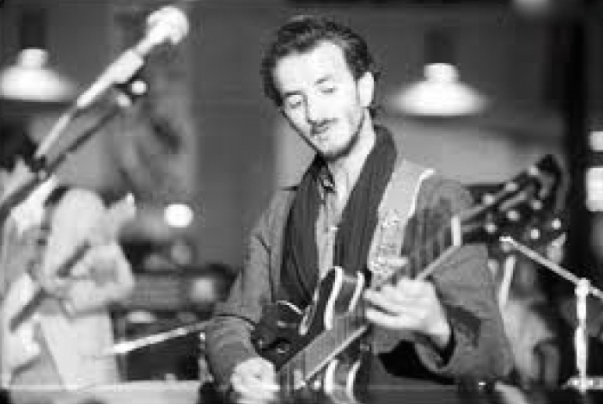
Lotfi Attar, l'un des fondateurs du groupe mythique Raïna Raï, guitariste attitré et devenu le guitariste algérien le plus célèbre de tous les temps dans son pays, au niveau international et le monde arabe, sa musique est influencée par le allaoui, gnaoua, diwan, chaâbi, rock, blues et le jazz.
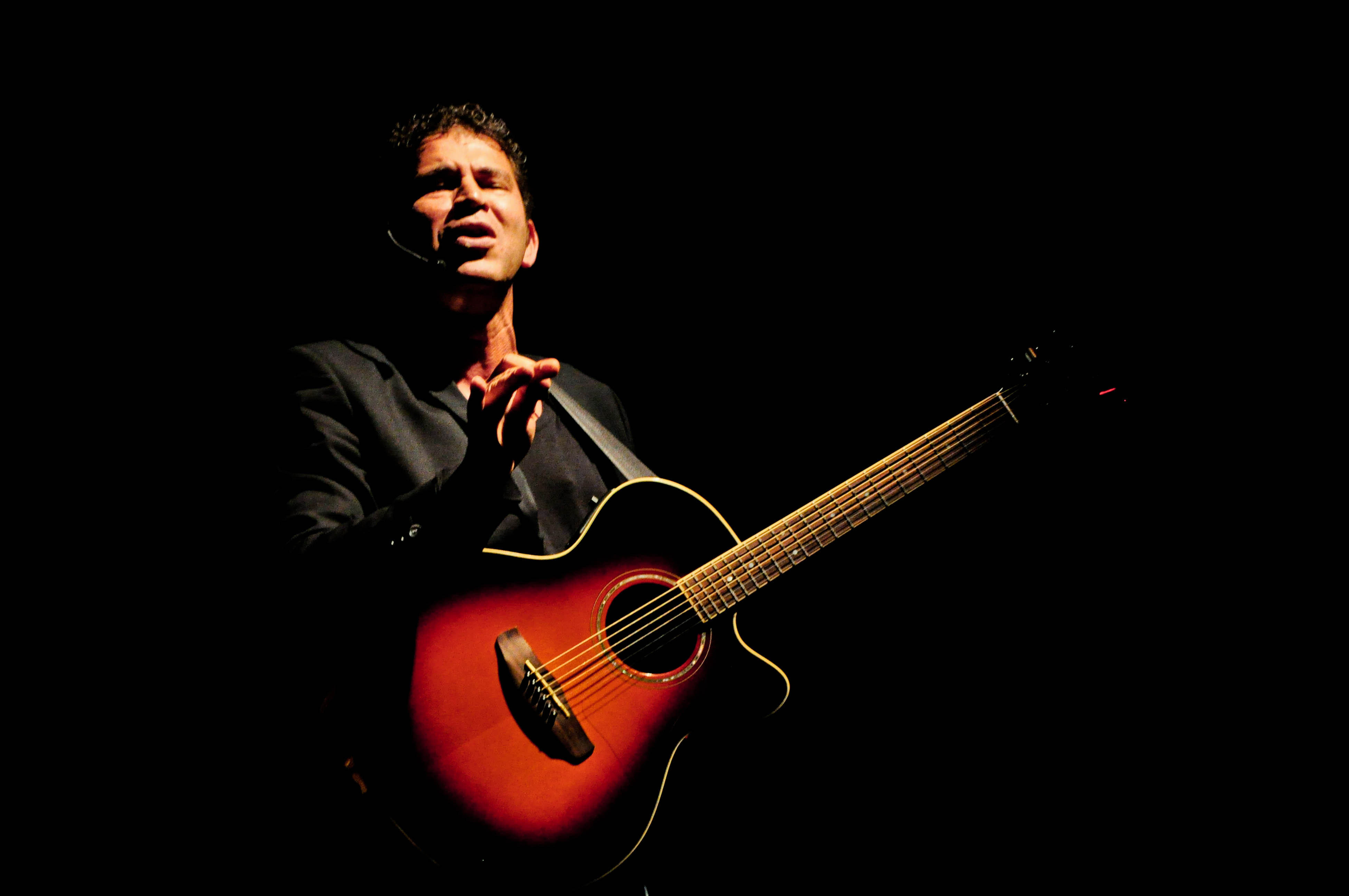
Baaziz, l'une des figures de la chanson contestataire.
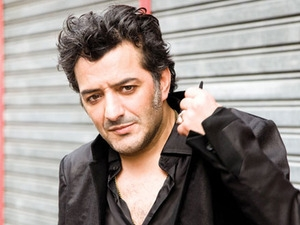
Musicalement, Rachid Taha avait réussi avec Carte de séjour, la fusion entre raï et rock, l’artiste continuant toute sa carrière à mélanger des sons moyen-orientaux avec les musiques world, funk ou techno.

## Principaux rockeurs et groupes de rock
(janvier 2022).
- smoke
- Afrockaine
- Abranis
- Axxil
- Les Berberes
- Blow
- The Strings Pullers
- Cheikh Sidi Bémol
- D'zaïr
- Djamel Laroussi
- Djezma
- Good Noise
- Hamid Baroudi
- Wolf Pack
- Jimmy Oihid
- Litham
- Moh KG-2
- Over Serenity
- S.Inc
- SiRock'O
- Stoned
- The Rave
- Rascass
- Zalamite
- Turkish Blend
- groupe Alger's
- groupe METRO
- Othman italiano